# Gabriel Matzneff
Gabriel Matzneff (Neuilly-sur-Seine, França, 12 de agosto de 1936) é um escritor francês de romances, ensaios, narrativa e poesia. Os temas recorrentes das suas obras são o deboche, a pedofilia, a fé religiosa, o dandismo e as ideias políticas.

## Biografia

### Juventude e formação
Gabriel Matzneff nasceu no seio de uma família de fidalgos campesinos russos emigrados para a França após a revolução de 1917. Seus pais se divorciam na sua primeira infância, e assim seus primeiros anos são bastante caóticos, entre tensões familiares e a Segunda Guerra Mundial. Desde a mais temporã juventude, Matzneff se desenvolve no ambiente refinado e culto dos russos brancos emigrados de Paris, no qual a religião e a literatura são muito presentes, e se embebe dessa atmosfera particular, à qual faz referência em inúmeras obras, especialmente nos seus três primeiros romances. Desde os 10 anos monta a cavalo, e ganha seu primeiro concurso hípico aos 13, mas interrompe toda relação com o mundo do cavalo após o serviço militar. Em 1953 começa o seu diário íntimo, que irá publicar progressivamente a partir de 1976 e que termina o 31 de dezembro de 2008.
A partir de 1954 estuda letras clássicas na Sorbona, onde também frequenta cursos de filosofia, especialmente os lecionados por Vladimir Jankélévitch e Gilles Deleuze, ao mesmo tempo que estuda russo no Instituto de Línguas Orientais. Em 1957 conhece Henry de Montherlant, de quem irá ser fiel e íntimo amigo, apesar dalgumas disputas intermitentes, até ao suicídio deste último em 1972. Matzneff espalha suas cinzas, com o seu executor testamentário, Jean-Claude Barat, sobre o fórum romano e pelo Tibre.

### Inícios literários
Em 1959 parte para a Argélia Francesa para estudar epigrafia latina. Lá escreve o seu ensaio sobre o suicídio entre os antigos e romanos (que irá ser recolhido em Le Défi) e irá regressar lá muito frequentemente. No 6 de novembro incorpora-se a um regimento de infantaria colonial. 
Após voltar para Paris, em 1961, ele começa a publicar textos em algumas revistas (como a revista de teologia ortodoxa Contacts ou La Table ronde) e no jornal Combat, cujo diretor, Philippe Tesson, lhe propõe em outubro de 1962 escrever uma crônica todas as quintas-feiras para a primeira página da publicação. A partir de então não deixa de colaborar em inúmeras publicações jornalísticas, de tendências políticas muito diferentes: Aux Écoutes, Notre République, La Nation française, Pariscope, Les Nouvelles littéraires, Matulu, Le Nouvel Adam, Le Quotidien de Paris, Le Figaro, Le Monde, Impact Médecin, La Revue des Deux Mondes, Newmen, L'Idiot international, Le Choc du mois. On peut aujourd'hui le lire dans La Revue Littéraire, L'Indépendance, Éléments e La Presse littéraire.
Naquele então ele é ideologicamente próximo a François Mitterrand, sobre o qual escreve, mesmo antes de este ser candidato às eleições presidenciais de 1965, que é "o único homem de estado da esquerda". Mitterrand, então Presidente da República Francesa, irá escrever um artigo sobre Matzneff no qual dá testemunho da amizade deles.
Em 1964 participa na criação do Comitê de Coordenação da Juventude Ortodoxa. Também irá impulsionar o programa de televisão Orthodoxie, do qual irá ser co-produtor até 1972, ano em que, após o seu divórcio da Tatiana Scherbatcheff (com que se casou em 1970) provocasse nele uma crise religiosa, ele decide abandonar esses dois cargos. Em dezembro do mesmo ano ele conhece o desenhista Hergé. A amizade deles irá durar até à morte deste último, em março de 1983.
Em 1965 aparece o seu primeiro livro, a coleção de ensaios Le Défi. O seu primeiro romance, L'Archimandrite, que tinha começado a escrever durante o serviço militar, é publicado em 1966.
Em outubro de 1964, em Montgeron, participou do congresso de fundação da Comissão Coordenadora da Juventude Ortodoxa, onde conheceu a estudante do ensino médio Tatiana Scherbatcheff. Em 8 de janeiro de 1970, em Londres, casou-se com a ela, antes de se divorciar em 3 de março de 1973. 
Em abril de 1967 passa algum tempo na União Soviética e na Polónia, onde contrabandeia livros proibidos e conhece poetas e pintores contestatórios, bem como famílias de presos políticos. Ao voltar para a França leva obras de intelectuais e artistas dissidentes russos.
Na década de 1970, especialmente em 1970 e 1971, realiza muitas viagens ao Próximo Oriente, em particular ao Líbano, Egito, Síria e, posteriormente, a Líbia. Fica fortemente comprometido, através da imprensa e do seu livro Le Carnet arabe, com a causa palestina, da qual se retira posteriormente, a medida que esta se aproxima das tendências islamistas. No mesmo período ele publica vários livros, de géneros muito distintos.

### Consagração literária
A sua obra é reconhecida, desde o início, como uma das mais originais do seu tempo. Além de Montherlant e Hergé, François Mauriac, Louis Aragon, Emil Cioran (que irá tornar-se um de seus amigos mais próximos), Dominique de Roux, Jean d'Ormesson, Jean Dutourd, Guy Hocquenghem, Jean-Louis Bory ou Claude Mauriac manifestam simpatia e entusiasmo para com ele. O crítico Pol Vandromme escreve dele, em 1974, que é "o primeiro escritor da sua geração".
Em 1974 é publicado o seu ensaio  Les Moins de seize ans, no qual Matzneff expõe a sua preferência sexual pelos adolescentes de ambos os sexos. Ele voltará a falar sobre os seus gustos sexuais em outros livros, especialmente nos diversos tomos do seu diário íntimo. Já escandalosas no tempo da sua publicação, essas confissões tornam Matzneff um escritor polêmico, especialmente a partir do início da década de 1990, até ao ponto de decidir retirar-se parcialmente da vida pública, embpra continue a publicar regularmente romances, ensaios, tomos do seu jornal íntimo e poemas. 
A partir da década de 1990 os seus livros são menos presentes na mídia e nos jornais, mas ainda recebe apoio de escritores como Philippe Sollers, Roland Jaccard, Patrick Besson, Bernard-Henri Lévy, Dominique Noguez ou Christian Giudicelli. Alguns deles, pertencentes à nova geração, reivindicam-no como um dos escritores mais importantes, especialmente Frédéric Beigbeder, Nicolas Rey, Christian Authier, Vincent Roy e Franck Delorieux. Em 1993, o crítico e escritor Hugo Marsan qualifica Gabriel Matzneff de "dandy esquecido". Desde 2004, os arquivos de Gabriel Matzneff são detidos no Institut Mémoires de l'Édition Contemporaine.

## Ativismo pedófilo
Em 1974 é publicado um ensaio, Les Moins de seize ans, no qual Gabriel Matzneff expõe o seu gosto pelas «pessoas jovens», isto é, os menores de ambos os dois sexos. Nessa obra, Matzneff usa o termo «criança» para se referir indistintamente às crianças e aos jovens adolescentes, sem aludir à noção de puberdade. Ele escreve:
«O que me cativa não é tanto um sexo determinado quanto a extrema juventude, aquela que se estende do décimo ao décimo-sexto ano e que na minha opinião é —assim bem mais do que aquilo que normalmente é entendido por essa fórmula— o autêntico terceiro sexo. Dezesseis anos não é contudo uma cifra fatídica para as mulheres, que permanecem frequentemente desejáveis além dessa idade (..). Pelo contrário, não me imagino tendo uma relação sensual com um garoto que houver atravessado o límite do seu décimo-sétimo ano (...). Chamem-me bissexual ou, como dizem os anciãos, ambidextro, não vejo inconveniente. Mas francamente não acredito ser isso. Aos meus olhos a extrema juventude forma por si só um sexo especial, único».
Gabriel Matzneff reivindica para si próprio o qualificativo de «pederasta», isto é, de «amante das crianças». Ele denuncia por outro lado o facto de o «encanto erótico do garoto jovem» ser negado pela sociedade occidental moderna «que lança a pederastia ao não-ser, reino das sombras». Mais adiante ele acrescenta: «os dois seres mais sensuais que eu já conheci na minha vida são um garoto de doze anos e uma garota de quinze». Para Matzneff, «curiosamente, o amor pelos garotos está ligado, na mente das pessoas, à ideia de violência. Para elas, um sátiro não pode ser mais do que um sádico (...). Uma criança não pode dispor do seu coração, nem do seu corpo, nem do seu amor, nem dos seus beijos. Uma criança pertence aos seus pais e aos seus mestres. Eles são quem têm o uso exclusivo delas. Contudo, é a nós que esses personagens nauseantes nos acusam de corrupção de menores». Ele acrescenta que «qualquer pessoa que ame os garotos pode  dar fé de que eles paqueram muito ou (o que vem a dar ao mesmo) destacam na arte de se fazer paquerar (...). Há pouco tempo (...) fui abordado, na rua Gay-Lussac de Paris, por um rapaz de uma dúzia de anos que pelo jeito estava com vontade de que eu lhe pagasse o cinema, mas que sobretudo estava com vontade de outra coisa. Há garotos que são muito bons, é verdade, mas também há garotos que são muito putas».
Em 1994 Matzneff qualifica o seu livro de «suicídio social» e reconhece: «A minha fama de libertino, de perverso, de diabo, remonta a Les Moins de seize ans». Por outro lado lamenta o fato de que «as imposturas da ordem moral nunca foram tão barulhentas e estridentes. A gaiola onde o Estado, a sociedade e a família encerram os menores continua estando histericamente fechada a sete chaves».
O psiquiatra Bernard Cordier considerava em 1995 que «um escritor como Gabriel Matzneff não vacila em fazer proselitismo. Ele é pedófilo e se jacta disso nos seus relatos, que parecem modos de emprego. Portanto, este escritor desfruta de uma imunidade que constitui um facto novo na nossa sociedade. Ele aparece nas mídias, é convidado para os estúdios de televisão, apoiado no meio literário. Lembrem quando a canadense Denise Bombardier o desafiou publicamente no programa de Pivot, foi ela quem, a partir do dia seguinte, sofreu a indignação dos intelectuais. Ele apareceu como uma vítima: é o cúmulo! (...). Eu não digo que esse tipo de escritos fomentem a pedofilia. Mas ele a avaliza e facilita que os pedófilos latentes passem da fantasia ao ato. Esses escritos tranquilizam e alentam àqueles que sofrem sua preferência sexual, insinuando-lhes que eles não são os únicos em sua espécie. Por outro lado, os pedófilos estão muito atentos às reações da sociedade francesa em relação ao caso Matzneff. Os intelectuais condescendentes proporcionam-lhe um álibi e uns argumentos: se grandes sábios defendem este escritor, não é isso a prova de que os adversários dos pedófilos são uns curtos das idéias que levam a cabo lutas fora de moda?».
En 2003, o psicanalista Pierre Lassus declarou a respeito dele: «Matzneff não escreve romances, mas sim diários, como especificado, os quais ele faz públicos, e nos quais ele relata com prazer violações de crianças de doze anos». Pierre Lassus tem denunciado várias vezes a codescendência cultural e mediática da qual desfruta Gabriel Maitzneff, fazendo campanha nomeadamente em 2000 para que o escritor não obtivesse o Prêmio da Academia Francesa (finalemente outorgado aquele ano a Pascal Quignard).
Gabriel Matzneff, pelo seu lado, denuncia a confusão entre o amor pelos adolescentes e o abuso sexual de crianças e declara em 2002: «Quando as pessoas falam de «pedofilia», elas metem no mesmo saco o bastardo que viola uma criança de oito anos e aquele que vive uma bonita história de amor com uma adolescente ou um adolescente de quinze anos. Pelo meu lado, eu desprezo os bastardos que abusam de crianças e sou partidário da maior severidade quanto a eles. Mas as pessoas confundem tudo. Para elas, a palavra «infância» é uma palavra genérica que se refere tanto uma criança de três anos na creche como um aluno de primeiro no instituto. Aa pessoas têm papas na cabeça. Se elas não tivessem papas na cabeça, elas não confundiam crianças pequenas que não são donas das suas decisões, que podem ser abusadas e violadas, com adolescentes de um sexo e de outro que têm o direito de descobrir o prazer, o amor, a paixão».
A concessão a Gabriel Matzneff em 4 de novembro de 2013 do Prêmio Renaudot de ensaio pela sua obra Séraphin c'est la fin ! renovou a polêmica em torno à sua pedofilia.. Esta é uma coleção de textos escritos entre 1964 e 2012, sobre Schopenhauer, Gaddafi, padres ou estupro.

## Obras
Diários íntimos
O título original da série, até 2009, foi Journal, tanto na editora Table Ronde, de 1976 a 1991, quanto na editora Gallimard, de 1990 a 2007. Segundo o catálogo geral da Biblioteca Nacional da França, a partir de 2009, com a publicação na editora Léo Scheer, foi adotado um novo título grupal: Carnets noirs.
- Cette camisole de flammes : 1953-1962, La Table Ronde, Paris, 1976, 262 p., (BnF 34557030f).
- L'Archange aux pieds fourchus : 1963-1964, La Table Ronde, Paris, 1982, 233 p., ISBN 2-7103-0133-4, (BnF 34737851j).
- Vénus et Junon : 1965-1969, La Table Ronde, Paris, 1979, 307 p., ISBN 2-7103-0012-5, (BnF 34636949v).
- Élie et Phaéton : 1970-1973, La Table Ronde, Paris, 1991, 386 p., ISBN 2-7103-0470-8, (BnF 35414867d).
- La Passion Francesca : 1974-1976, Gallimard, col. L'infini, Paris, 1998, 339 p., ISBN 978-2-07-075221-8, (BnF 36703098p).
- Un galop d'enfer : 1977-1978, La Table Ronde, Paris, 1985, 294 p., ISBN 2-7103-0250-0, (BnF 34871681g).
- Les Soleils révolus : 1979-1982, Gallimard, col. L'infini, Paris, 2001, 544 p., ISBN 978-2-07-076027-5, (BnF 372216856).
- Mes amours décomposés : 1983-1984, Gallimard, col. L'infini, Paris, 1990, 381 p., ISBN 978-2-07-071802-3, (BnF 35067165v).
- Calamity Gab : janvier 1985 – avril 1986, Gallimard, col. L'infini, Paris, 2004, 361 p., ISBN 978-2070732654, (BnF 391539559).
- La Prunelle de mes yeux : 1986-1987, Gallimard, col. L'infini, Paris, 1993, 337 p., ISBN 978-2-07-073174-9, (BnF 356015132).
- Les demoiselles du Taranne : Journal 1988, Gallimard, col. L'infini, Paris, 2007, 396 p., ISBN 978-2-07-078399-1, (BnF 41004733g).
- Carnets noirs 2007-2008, editora Léo Scheer, Paris, 2009, 512 p., ISBN 978-2756101811, (BnF 41442267f).

Romances
- L'Archimandrite, La Table Ronde, Paris, 1966, 222 p., ISBN 978-2-7103-2829-2 (re-edição 2005), (BnF 40090166j).
- Nous n'irons plus au Luxembourg, La Table ronde, Paris, 1972 (primeira edição), 245 p., (notitia BnF 35213179w).
- Isaïe réjouis-toi, La Table Ronde, Paris, 1974, 251 p., (notícia 352146127).
- Ivre du vin perdu, La Table Ronde, Paris, 1981, 323 p., ISBN 2-7103-0065-6, (BnF 346611419).
- Harrison Plaza, La Table Ronde, Paris, 1988, 235 p., ISBN 2-7103-0352-3, (BnF 349382059).
- Les Lèvres menteuses, La Table Ronde, Paris, 1992, 207 p., ISBN 2-7103-0527-5, (BnF 35525394j).
- Les Aventures de Nil Kolytcheff, Jean-Claude Lattès, col. Les romanesques, Paris, 1994, 805 p., ISBN 2-7096-1491-X, (BnF 357393226). Reagrupa os romances: Isaïe réjouis-toi, Ivre du vin perdu e Harrison Plaza.
- Mamma, li Turchi !, La Table Ronde, Paris, 2000, 271 p., ISBN 2-7103-0984-X, (BnF 371198948).
- Voici venir le Fiancé, La Table Ronde, Paris, 2006, 313 p., ISBN 978-2-7103-2709-7, (BnF 40130100j).
- Les Émiles de Gab la Rafale, roman électronique, Paris, Léo Scheer, 2010, ISBN 978-2756102641.

Ensaios
- Le Défi, La Table Ronde, Paris, 1965. Nova edição, revisada e ampliada, Table Ronde, Paris, 1977, 207 p., (BnF 35001130h).
- La Caracole, La Table Ronde, Paris, 1969.
- Les Moins de seize ans, Julliard, col. Idée fixe, Paris, 1974 (primeira edição), 125 p., (BnF 34559062j).
- Les Passions schismatiques, Stock, col. Le monde ouvert, Paris, 1977, 160 p., ISBN 2-234-00771-2, (BnF 345867642).
- La Diététique de Lord Byron, La Table Ronde, Paris, 1984, 215 p., ISBN 2-7103-0185-7, (BnF 34752435d).
- Le Sabre de Didi : pamphlet, La Table Ronde, Paris, 1986, 266 p., ISBN 2-7103-0298-5, (BnF 348777816). Edição revisada e ampliada de La Caracole. Coleção de textos de diversas procedências, publicada entre 1963 e 1986.
- Le Taureau de Phalaris : dictionnaire philosophique, La Table Ronde, Paris, 1987, 300 p., ISBN 2-7103-0313-2, (BnF 34908696x). Re-edição em 1994 na col. La Petite Vermillon.
- Maîtres et complices, Jean-Claude Lattès, Paris, 1994, 313 p., ISBN 2-7096-1485-5, (notícia BnF 36680568w). Re-edição col. La Petite Vermillon.
- Le Dîner des mousquetaires, La Table ronde, Paris, 1995, 408 p., ISBN 2-7103-0686-7, (notícia BnF 357894722). Coleção de artigos de diversas procedências, publicada entre 1961 e 1993.
- De la rupture, Payot & Rivages, col. Manuels Payot, Paris, 1997, 167 p., ISBN 2-228-89070-7, (BnF 35860367s).
- C'est la gloire, Pierre-François !, La Table Ronde, Paris, 2002, 284 p., ISBN 2-7103-2479-2, (BnF 388062554). Coleção de textos de diversas procedências, publicada entre 1962 e 2001.
- Yogourt et yoga, La Table Ronde, col. Vermillon, Paris, 2004, 267 p., ISBN 978-2-7103-2671-7, (BnF 39140535n). Coleção de textos de diversas procedências, publicada entre 1962 e 2003.
- Vous avez dit métèque ?, La Table Ronde, Paris, 2008, 415 p., ISBN 978-2-7103-3087-5, (BnF 41362523w)? Coleção de 107 crônicas publicadas entre 1958 e 2007
- La Séquence de l'énergumène, editorial Léo Sheer, 2012, 340 p., ISBN 2-7561-0360-8. Crônicas sobre os programas de televisão dos anos sessenta.

Narrativa
- Le Carnet arabe, La Table Ronde, Paris, 1971, 231 p., (BnF 35173361f). Re-edição: col. La Petite Vermillon.
- Comme le feu mêlé d'aromates : récit, editorial La Table ronde, Paris, 1989, 176 p., ISBN 2-7103-1168-2, (BnF 35001130h).
- Boulevard Saint-Germain, editorial Rocher, col. La fantaisie du voyageur, Monaco e Paris, 1998, 194 p., ISBN 2-268-03059-8, (BnF 37069451r).
- Monsieur le comte monte en ballon, Paris, Léo Scheer, 2012, 72 p. ISBN 978-2-7561-0387-7.

Poemas
- Douze poèmes pour Francesca, A. Eibel, col. Lettres, nº 5, Lausanne, 1977, 41 p., ISBN 2-8274-0010-3, (BnF 346022062).
- Super Flumina Babylonis : poèmes, La Table Ronde, Paris, 2000, 97 p., ISBN 2-7103-0959-9, (BnF 37111035m).